# Seznam dílů seriálu Království (2013)
Toto je seznam dílů seriálu Království. Americký dramatický televizní seriál Království se zaměřuje na raná léta skotské královny Marie Stuartovny. Odehrává se ve Francii v roce 1557. Stanice The CW seriál premiérově vysílala od 17. října 2013 do 16. června 2017. V Česku seriál začala vysílat stanice AXN White od 7. října 2014, a to s týdenní periodou vždy po dvou dílech. Druhá a třetí řada byly poprvé uvedeny na stanici Nova Cinema, premiéra čtvrté se vrátila na AXN White.

## Přehled řad
| Řada | Díly | Premiéra v USA | Premiéra v USA  | Premiéra v ČR      | Premiéra v ČR     |
| Řada | Díly | První díl      | Poslední díl    | První díl          | Poslední díl      |
| ---- | ---- | -------------- | --------------- | ------------------ | ----------------- |
| 1    | 22   | 17. října 2013 | 15. května 2014 | 7. října 2014      | 16. prosince 2014 |
| 2    | 22   | 2. října 2014  | 14. května 2015 | 25. srpna 2015     | 8. října 2015     |
| 3    | 18   | 9. října 2015  | 20. června 2016 | 6. července 2016   | 16. srpna 2016    |
| 4    | 16   | 10. února 2017 | 16. června 2017 | 18. listopadu 2017 | 23. prosince 2017 |

## Seznam dílů

### První řada (2013–2014)
| Č. v seriálu | Č. v řadě | Původní název          | Český název          | Režie            | Scénář                               | Premiéra v USA     | Premiéra v ČR (AXN White) | Vysílání v ČR (Nova Cinema) |
| ------------ | --------- | ---------------------- | -------------------- | ---------------- | ------------------------------------ | ------------------ | ------------------------- | --------------------------- |
| 1            | 1         | Pilot                  | —                    | Brad Silberling  | Laurie McCarthy a Stephanie SenGupta | 17. října 2013     | 7. října 2014             | 19. ledna 2015              |
| 2            | 2         | Snakes in the Garden   | Hadi v zahradě       | Matt Hastings    | Laurie McCarthy                      | 24. října 2013     | 7. října 2014             | 20. ledna 2015              |
| 3            | 3         | Kissed                 | Políbená             | Holly Dale       | Doris Egan                           | 31. října 2013     | 14. října 2014            | 21. ledna 2015              |
| 4            | 4         | Hearts and Minds       | Srdce a rozum        | Scott Peters     | P. K. Simonds                        | 7. listopadu 2013  | 14. října 2014            | 22. ledna 2015              |
| 5            | 5         | A Chill in the Air     | Blížící se nebezpečí | Bruce McDonald   | Jennie Snyder Urman                  | 14. listopadu 2013 | 21. října 2014            | 26. ledna 2015              |
| 6            | 6         | Chosen                 | Vyvolený             | Bradley Walsh    | Wendy Riss                           | 21. listopadu 2013 | 21. října 2014            | 27. ledna 2015              |
| 7            | 7         | Left Behind            | Ponechán vzadu       | Jeremiah Chechik | Drew Lindo                           | 5. prosince 2013   | 28. října 2014            | 28. ledna 2015              |
| 8            | 8         | Fated                  | Osudné               | Fred Gerber      | Laurie McCarthy                      | 12. prosince 2013  | 28. října 2014            | 29. ledna 2015              |
| 9            | 9         | For King and Country   | Za krále a za vlast  | Helen Shaver     | Alan McCullough a Edgar Lyall        | 23. ledna 2014     | 4. listopadu 2014         | 2. února 2015               |
| 10           | 10        | Sacrifice              | Oběť                 | Rachel Talalay   | P. K. Simonds a Daniel Sinclair      | 30. ledna 2014     | 4. listopadu 2014         | 3. února 2015               |
| 11           | 11        | Inquisition            | Inkvizice            | Mike Rohl        | Doris Egan                           | 6. února 2014      | 11. listopadu 2014        | 4. února 2015               |
| 12           | 12        | Royal Blood            | Královská krev       | Holly Dale       | Wendy Riss Gatsiounis                | 27. února 2014     | 11. listopadu 2014        | 5. února 2015               |
| 13           | 13        | The Consummation       | Konzumace            | Fred Gerber      | Laurie McCarthy                      | 6. března 2014     | 18. listopadu 2014        | 9. února 2015               |
| 14           | 14        | Dirty Laundry          | Špinavé prádlo       | Norma Bailey     | Drew Lindo                           | 13. března 2014    | 18. listopadu 2014        | 10. února 2015              |
| 15           | 15        | The Darkness           | Temnota              | Steve DiMarco    | Charlie Craig                        | 20. března 2014    | 25. listopadu 2014        | 11. února 2015              |
| 16           | 16        | Monsters               | Monstra              | Jeff Renfroe     | Drew Lindo a Wendy Riss Gatsiounis   | 27. března 2014    | 25. listopadu 2014        | 12. února 2015              |
| 17           | 17        | Liege Lord             | Vazal                | Allan Kroeker    | Doris Egan                           | 10. dubna 2014     | 2. prosince 2014          | 16. února 2015              |
| 18           | 18        | No Exit                | Není úniku           | Mike Rohl        | Hannah Schneider                     | 17. dubna 2014     | 2. prosince 2014          | 17. února 2015              |
| 19           | 19        | Toy Soldiers           | Vojenští panáčci     | Chris Grismer    | Mike Herro a David Strauss           | 24. dubna 2014     | 9. prosince 2014          | 18. února 2015              |
| 20           | 20        | Higher Ground          | Vyšší pozice         | Sudz Sutherland  | David Babcock a Daniel Sinclair      | 1. května 2014     | 9. prosince 2014          | 19. února 2015              |
| 21           | 21        | Long Live the King     | Ať žije král         | Jeremiah Chechik | Wendy Riss Gatsiounis a Drew Lindo   | 8. května 2014     | 16. prosince 2014         | 23. února 2015              |
| 22           | 22        | Slaughter of Innocence | Porážka nevinnosti   | David Frazee     | Doris Egan                           | 15. května 2014    | 16. prosince 2014         | 24. února 2015              |

### Druhá řada (2014–2015)
| Č. v seriálu | Č. v řadě | Původní název              | Český název       | Režie             | Scénář                             | Premiéra v USA     | Premiéra v ČR (Nova Cinema) | Vysílání v ČR (AXN White) |
| ------------ | --------- | -------------------------- | ----------------- | ----------------- | ---------------------------------- | ------------------ | --------------------------- | ------------------------- |
| 23           | 1         | The Plague                 | Mor               | Fred Gerber       | Laurie McCarthy                    | 2. října 2014      | 25. srpna 2015              | 3. prosince 2015          |
| 24           | 2         | Drawn and Quartered        | Poprava           | Fred Gerber       | Wendy Riss Gatsiounis a Drew Lindo | 9. října 2014      | 26. srpna 2015              | 3. prosince 2015          |
| 25           | 3         | Coronation                 | Korunovace        | Holly Dale        | Harley Peyton                      | 16. října 2014     | 27. srpna 2015              | 10. prosince 2015         |
| 26           | 4         | The Lamb and the Slaughter | Krveprolití       | Sudz Sutherland   | Laurie McCarthy a Adele Lim        | 23. října 2014     | 31. srpna 2015              | 10. prosince 2015         |
| 27           | 5         | Blood for Blood            | Krev za krev      | Norma Bailey      | P. K. Simonds a Nancy Won          | 30. října 2014     | 1. září 2015                | 10. prosince 2015         |
| 28           | 6         | Three Queens               | Tři královny      | Steve DiMarco     | Doris Egan                         | 6. listopadu 2014  | 2. září 2015                | 17. prosince 2015         |
| 29           | 7         | The Prince of the Blood    | Královské krve    | Deborah Chow      | Drew Lindo a Wendy Riss Gatsiounis | 13. listopadu 2014 | 3. září 2015                | 17. prosince 2015         |
| 30           | 8         | Terror of the Faithful     | Hon na věřící     | Charles Binamé    | Adele Lim a Melody Fox             | 20. listopadu 2014 | 8. září 2015                | 17. prosince 2015         |
| 31           | 9         | Acts of War                | Útok              | Fred Gerber       | Laurie McCarthy a Nancy Won        | 4. prosince 2014   | 9. září 2015                | 7. ledna 2016             |
| 32           | 10        | Mercy                      | Královská milost  | Rich Newey        | Wendy Riss Gatsiounis a Drew Lindo | 11. prosince 2014  | 10. září 2015               | 7. ledna 2016             |
| 33           | 11        | Getaway                    | Únik              | Lynne Stopkewich  | Daniel Sinclair                    | 22. ledna 2015     | 15. září 2015               | 14. ledna 2016            |
| 34           | 12        | Banished                   | Vyhnanství        | Larysa Kondracki  | Chelsey Lora                       | 29. ledna 2015     | 16. září 2015               | 21. ledna 2016            |
| 35           | 13        | Sins of the Past           | Hříchy minulosti  | Deborah Chow      | Doris Egan a Melody Fox            | 5. února 2015      | 17. září 2015               | 28. ledna 2016            |
| 36           | 14        | The End of the Mourning    | Konec truchlení   | Nathaniel Goodman | Laurie McCarthy a Nancy Won        | 12. února 2015     | 22. září 2015               | 4. února 2016             |
| 37           | 15        | Forbidden                  | Zákaz             | Charles Binamé    | Laurie McCarthy a Nancy Won        | 19. února 2015     | 23. září 2015               | 11. února 2016            |
| 38           | 16        | Tasting Revenge            | Jak chutná pomsta | Lee Rose          | P. K. Simonds a Drew Lindo         | 12. března 2015    | 24. září 2015               | 18. února 2016            |
| 39           | 17        | Tempting Fate              | Pokoušení osudu   | Sudz Sutherland   | Lisa Randolph                      | 19. března 2015    | 29. září 2015               | 25. února 2016            |
| 40           | 18        | Reversal of Fortune        | Štěstí se obrací  | Anne Wheeler      | Drew Lindo a Wendy Riss Gatsiounis | 16. dubna 2015     | 30. září 2015               | 3. března 2016            |
| 41           | 19        | Abandoned                  | Rozchod           | Deborah Chow      | Nancy Won a Robert Doty            | 23. dubna 2015     | 1. října 2015               | 10. března 2016           |
| 42           | 20        | Fugitive                   | Uprchlík          | Norma Bailey      | Doris Egan a Daniel Sinclair       | 30. dubna 2015     | 6. října 2015               | 17. března 2016           |
| 43           | 21        | The Siege                  | Obléhání          | Andy Mikita       | Adele Lim a Lisa Randolph          | 7. května 2015     | 7. října 2015               | 24. března 2016           |
| 44           | 22        | Burn                       | Oheň              | Fred Gerber       | Laurie McCarthy a Nancy Won        | 14. května 2015    | 8. října 2015               | 31. března 2016           |

### Třetí řada (2015–2016)
| Č. v seriálu | Č. v řadě | Původní název            | Český název               | Režie             | Scénář                            | Premiéra v USA     | Premiéra v ČR (Nova Cinema) | Vysílání v ČR (AXN White) |
| ------------ | --------- | ------------------------ | ------------------------- | ----------------- | --------------------------------- | ------------------ | --------------------------- | ------------------------- |
| 45           | 1         | Three Queens, Two Tigers | Tři královny, dvě tygřice | Holly Dale        | Laurie McCarthy                   | 9. října 2015      | 6. července 2016            | 18. ledna 2017            |
| 46           | 2         | Betrothed                | Tajné zásnuby             | Fred Gerber       | Lisa Randolph                     | 16. října 2015     | 7. července 2016            | 19. ledna 2017            |
| 47           | 3         | Extreme Measures         | Výjimečné kroky           | Holly Dale        | Drew Lindo a Wendy Riss           | 23. října 2015     | 12. července 2016           | 20. ledna 2017            |
| 48           | 4         | The Price                | Za jakou cenu             | Nathaniel Goodman | April Blair a Robert Doty         | 6. listopadu 2015  | 13. července 2016           | 23. ledna 2017            |
| 49           | 5         | In a Clearing            | Klidnější vody            | Deborah Chow      | Shannon Goss                      | 13. listopadu 2015 | 14. července 2016           | 24. ledna 2017            |
| 50           | 6         | Fight or Flight          | Na rozcestí               | Charles Binamé    | Lisa Randolph                     | 20. listopadu 2015 | 19. července 2016           | 25. ledna 2017            |
| 51           | 7         | The Hound and the Hare   | Ohař a laň                | Anne Wheeler      | Bo Yeon Kim a Erika Lippoldt      | 4. prosince 2015   | 20. července 2016           | 26. ledna 2017            |
| 52           | 8         | Our Undoing              | Pád                       | Lee Rose          | Gretchen J. Berg a Aaron Harberts | 8. ledna 2016      | 21. července 2016           | 27. ledna 2017            |
| 53           | 9         | Wedlock                  | Svatby                    | Norma Bailey      | Wendy Riss a Drew Lindo           | 15. ledna 2016     | 26. července 2016           | 30. ledna 2017            |
| 54           | 10        | Bruises That Lie         | Zdání klame               | Megan Follows     | P. K. Simmons                     | 22. ledna 2016     | 27. července 2016           | 31. ledna 2017            |
| 55           | 11        | Succession               | Korunovace                | Charles Binamé    | April Blair                       | 25. dubna 2016     | 28. července 2016           | 1. února 2017             |
| 56           | 12        | No Way Out               | Mezi mlýnskými kameny     | Fred Gerber       | Wendy Riss Gatsiounis             | 2. května 2016     | 2. srpna 2016               | 2. února 2017             |
| 57           | 13        | Strange Bedfellows       | Nečekaní spojenci         | Norma Bailey      | Shannon Goss                      | 9. května 2016     | 3. srpna 2016               | 3. února 2017             |
| 58           | 14        | To the Death             | Na život a na smrt        | Michael McGowan   | Lily Sparks                       | 16. května 2016    | 4. srpna 2016               | 6. února 2017             |
| 59           | 15        | Safe Passage             | Volná plavba              | Stuart Gillard    | Drew Lindo                        | 23. května 2016    | 9. srpna 2016               | 7. února 2017             |
| 60           | 16        | Clans                    | Skotské klany             | Fred Gerber       | Gretchen J. Berg a Aaron Harberts | 6. června 2016     | 10. srpna 2016              | 8. února 2017             |
| 61           | 17        | Intruders                | Cizinci                   | Lee Rose          | April Blair a Drew Lindo          | 13. června 2016    | 11. srpna 2016              | 9. února 2017             |
| 62           | 18        | Spiders in a Jar         | Sokyně                    | Deborah Chow      | Laura McCarthy                    | 20. června 2016    | 16. srpna 2016              | 10. února 2017            |

### Čtvrtá řada (2017)
| Č. v seriálu | Č. v řadě | Původní název           | Český název           | Režie           | Scénář                             | Premiéra v USA  | Premiéra v ČR (AXN White) |
| ------------ | --------- | ----------------------- | --------------------- | --------------- | ---------------------------------- | --------------- | ------------------------- |
| 63           | 1         | With Friends Like These | S takovými přáteli    | Stuart Gillard  | Wendy Riss a Drew Lindo            | 10. února 2017  | 18. listopadu 2017        |
| 64           | 2         | A Grain of Deception    | Zrnko pochyb          | Fred Gerber     | Patti Carr a Lara Olsen            | 17. února 2017  | 18. listopadu 2017        |
| 65           | 3         | Leaps of Faith          | Otázka víry           | Charles Binamé  | April Blair a Laurie McCarthy      | 24. února 2017  | 18. listopadu 2017        |
| 66           | 4         | Playing with Fire       | Hra s ohněm           | Fred Gerber     | John J. Sakmar a Kenny Lenhart     | 3. března 2017  | 25. listopadu 2017        |
| 67           | 5         | Highland Games          | Skotské hry           | Michael McGowan | Robert Doty                        | 17. března 2017 | 25. listopadu 2017        |
| 68           | 6         | Love & Death            | Láska a smrt          | Megan Follows   | Drew Lindo a Wendy Riss Gatsiounis | 24. března 2017 | 25. listopadu 2017        |
| 69           | 7         | Hanging Swords          | Meče Damoklovy        | Lee Rose        | Chris Atwood a Kamran Pasha        | 31. března 2017 | 2. prosince 2017          |
| 70           | 8         | Uncharted Waters        | V neznámých vodách    | Fred Gerber     | Ben Yeon Kim a Erika Lippoldt      | 7. dubna 2017   | 2. prosince 2017          |
| 71           | 9         | Pulling Strings         | Kdo tahá za nitky     | Andy Mikita     | April Blair a Laurie McCarthy      | 14. dubna 2017  | 2. prosince 2017          |
| 72           | 10        | A Better Man            | Polepšeni             | Dawn Wilkinson  | John J. Sakmar a Kenny Lenhart     | 28. dubna 2017  | 9. prosince 2017          |
| 73           | 11        | Dead of Night           | V noci nejtemnější    | Deborah Chow    | Wendy Riss Gatsiounis a Drew Lindo | 5. května 2017  | 9. prosince 2017          |
| 74           | 12        | The Shakedown           | Vydírání              | Norma Bailey    | Patti Carr a Lara Olsen            | 12. května 2017 | 9. prosince 2017          |
| 75           | 13        | Coup de Grace           | Rána z milosti        | Megan Follows   | John J. Sakmar a Kerry Lenhart     | 19. května 2017 | 16. prosince 2017         |
| 76           | 14        | A Bride. A Box. A Body. | Svatba, smrt a pohřeb | Andy Mikita     | April Blair a Robert D. Doty       | 2. června 2017  | 16. prosince 2017         |
| 77           | 15        | Blood in the Water      | Teče krev             | Charles Binamé  | Drew Lindo a Wendy Riss Gatsiounis | 9. června 2017  | 16. prosince 2017         |
| 78           | 16        | All It Cost Her…        | Počátek konce         | Holly Dale      | April Blair a Laurie McCarthy      | 16. června 2017 | 23. prosince 2017         |